# Mistrzostwa Świata w Kolarstwie Torowym 2024
121. Mistrzostwa Świata w Kolarstwie Torowym 2024 – zawody sportowe, które odbyły się w dniach 16–20 października 2024 roku, na torze kolarskim Ballerup Super Arena w Ballerup w Danii.

## Medaliści

### Mężczyźni
| Konkurencja                        | Złoto                                                                                          | Srebro                                                                                       | Brąz                                                                                |
| ---------------------------------- | ---------------------------------------------------------------------------------------------- | -------------------------------------------------------------------------------------------- | ----------------------------------------------------------------------------------- |
| Sprint indywidualny                | Harrie Lavreysen                                                                               | Jeffrey Hoogland                                                                             | Kaiya Ota                                                                           |
| Wyścig na 1000 metrów              | Harrie Lavreysen                                                                               | Jeffrey Hoogland                                                                             | Joseph Truman                                                                       |
| Wyścig indywidualny na dochodzenie | Jonathan Milan                                                                                 | Josh Charlton                                                                                | Daniel Bigham                                                                       |
| Wyścig drużynowy na dochodzenie    | Dania Tobias Hansen · Carl-Frederik Bévort · Niklas Larsen · Frederik Madsen · Rasmus Pedersen | Wielka Brytania Ethan Hayter · Josh Charlton · Charlie Tanfield · Oliver Wood · Rhys Britton | Niemcy Tim Torn Teutenberg · Benjamin Boos · Ben Jochum · Bruno Keßler · Felix Groß |
| Sprint drużynowy                   | Holandia Roy van den Berg · Harrie Lavreysen · Jeffrey Hoogland                                | Australia Ryan Elliott · Leigh Hoffman · Thomas Cornish                                      | Japonia Yoshitaku Nagasako · Kaiya Ota · Yuta Obara                                 |
| Keirin                             | Kento Yamasaki                                                                                 | Michaił Jakowlew                                                                             | Kevin Quintero                                                                      |
| Scratch                            | Kazushige Kuboki                                                                               | Tobias Hansen                                                                                | Clément Petit                                                                       |
| Wyścig punktowy                    | Sebastián Mora                                                                                 | Niklas Larsen                                                                                | Philip Heijnen                                                                      |
| Madison                            | Niemcy Roger Kluge · Tim Torn Teutenberg                                                       | Belgia Lindsay De Vylder · Fabio Van den Bossche                                             | Dania Niklas Larsen · Michael Mørkøv                                                |
| Omnium                             | Lindsay De Vylder                                                                              | Simone Consonni                                                                              | Yanne Dorenbos                                                                      |
| Wyścig eliminacyjny                | Tobias Hansen                                                                                  | Elia Viviani                                                                                 | Dylan Bibic                                                                         |

### Kobiety
| Konkurencja                        | Złoto                                                                                         | Srebro                                                                              | Brąz                                                                                                |
| ---------------------------------- | --------------------------------------------------------------------------------------------- | ----------------------------------------------------------------------------------- | --------------------------------------------------------------------------------------------------- |
| Sprint indywidualny                | Emma Finucane                                                                                 | Hetty van de Wouw                                                                   | Mina Sato                                                                                           |
| Wyścig na 500 metrów               | Jana Burłakowa                                                                                | Sophie Capewell                                                                     | Katy Marchant                                                                                       |
| Wyścig indywidualny na dochodzenie | Anna Morris                                                                                   | Chloé Dygert                                                                        | Bryony Botha                                                                                        |
| Wyścig drużynowy na dochodzenie    | Wielka Brytania Jessica Roberts · Katie Archibald · Josie Knight · Anna Morris · Megan Barker | Niemcy Franziska Brauße · Lisa Klein · Mieke Kröger · Laura Süßemilch               | Włochy Letizia Paternoster · Chiara Consonni · Martina Alzini · Vittoria Guazzini · Martina Fidanza |
| Sprint drużynowy                   | Wielka Brytania Katy Marchant · Sophie Capewell · Emma Finucane                               | Holandia Kimberly Kalee · Hetty van de Wouw · Steffie van der Peet · Kyra Lamberink | Australia Molly McGill · Kristina Clonan · Alessia McCaig                                           |
| Keirin                             | Mina Sato                                                                                     | Hetty van de Wouw                                                                   | Katy Marchant                                                                                       |
| Scratch                            | Lorena Wiebes                                                                                 | Jennifer Valente                                                                    | Ally Wollaston                                                                                      |
| Wyścig punktowy                    | Julie Leth                                                                                    | Lotte Kopecky                                                                       | Lara Gillespie                                                                                      |
| Madison                            | Dania Amalie Dideriksen · Julie Leth                                                          | Francja Victoire Berteau · Marion Borras                                            | Wielka Brytania Neah Evans · Katie Archibald                                                        |
| Omnium                             | Ally Wollaston                                                                                | Jessica Roberts                                                                     | Anita Stenberg                                                                                      |
| Wyścig eliminacyjny                | Ally Wollaston                                                                                | Lotte Kopecky                                                                       | Jennifer Valente                                                                                    |

## Tabela medalowa
*   Gospodarz ( Dania)
| Miejsce | Reprezentacja                    | Złoto | Srebro | Brąz | Razem |
| ------- | -------------------------------- | ----- | ------ | ---- | ----- |
| 1       | Holandia                         | 4     | 5      | 2    | 11    |
| 2       | Wielka Brytania                  | 4     | 4      | 5    | 13    |
| 3       | Dania*                           | 4     | 2      | 1    | 7     |
| 4       | Japonia                          | 3     | 0      | 3    | 6     |
| 5       | Nowa Zelandia                    | 2     | 0      | 2    | 4     |
| 6       | Belgia                           | 1     | 3      | 0    | 4     |
| 7       | Włochy                           | 1     | 2      | 1    | 4     |
| 8       | Niemcy                           | 1     | 1      | 1    | 3     |
| 9       | Hiszpania                        | 1     | 0      | 0    | 1     |
| –       | Indywidualni sportowcy neutralni | 1     | 0      | 0    | 1     |
| 10      | Stany Zjednoczone                | 0     | 2      | 1    | 3     |
| 11      | Australia                        | 0     | 1      | 1    | 2     |
| 11      | Francja                          | 0     | 1      | 1    | 2     |
| 13      | Izrael                           | 0     | 1      | 0    | 1     |
| 14      | Kolumbia                         | 0     | 0      | 1    | 1     |
| 14      | Kanada                           | 0     | 0      | 1    | 1     |
| 14      | Norwegia                         | 0     | 0      | 1    | 1     |
| 14      | Irlandia                         | 0     | 0      | 1    | 1     |
| Razem   | Razem                            | 22    | 22     | 22   | 66    |